# 조우상
조우상은 대한민국의 변호사이며, 대한민국법에 따른 변호사와 일본법에 따른 변호사를 모두 취득한 해방 후 최초의 사람이면서 마지막 사법연수원생으로 유명한 사람이다.